# 五月のミル
『五月のミル』（仏: Milou en mai、英: May Fools）は1990年の仏・伊映画。1968年のフランス五月革命の、田舎の村への影響を描いた社会と個人の関わりを描くファルス（風刺）でルイ・マルの頭にはアントン・チェーホフの『桜の園』があったという。フランス南西部ジェール県Calaoué城にて撮影された。

## あらすじ
1968年5月。パリは五月革命の最中、南仏ジェール県の当主ヴューザック家夫人が突然の発作で死ぬ。長男のミルは彼女の死を兄弟や娘たちに伝えようとするがストで電話がなかなかつながらない。ようやく駆け付けたミルの娘カミーユとフランソワーズ（ルイ・マルは『地下鉄のザジ』の役どころを演じさせた）たち3人の子ども、姪のクレールとそのレズビアン友達マリー・ロール、弟のジョルジュと彼の後妻リリーたちの話題は革命と遺産分配のことばかり。立派な邸宅を売ったらゴルフ場にもできるというカミーユとジョルジュに、ミルは怒りを爆発させ、なぜか小川でザリガニ捕りに行く。カミーユと幼馴染みの公証人ダニエルの読みあげる夫人の遺書の中に、小間使いで「人生最後の友人」というアデルが相続人に含まれていると知って一同は驚くが、気のあるミルだけは喜ぶ。パリで学生運動に参加しているジョルジュの息子ピエール・アランが共産党嫌いのグリマルディのトラックに乗せてもらって屋敷に現われる。
翌日、革命の影響で葬儀屋までがストをする。ミルたちは遺体を庭に埋めることにし、葬式を一日延期し、ピクニックに興じる。解放された雰囲気の中で、ミルはリリーと、ダニエルはカミーユと、ピエール・アランはマリー・ロールと、グリマルディーはクレールと親しくなる（ジャン・ルノワールの『ゲームの規則』的な作りになっている）。
その夜、屋敷に現われた村の工場主プテロー夫妻から、ド・ゴール大統領が姿を消していて、ブルジョワは殺されると知らされた一同は、森の洞窟へと逃げる。疲労と空腹で一夜を過ごし、険悪なものとなった彼らのもとにアデルがやって来て、ストが終ったことを知らせる。いつしか彼らの心の中には、屋敷を売る考えはなくなっていた。無事に葬儀は終わり、カミーユたちは迎えにやって来た夫のポールと共に、また他の人々も帰るべき場所へと帰って行き、屋敷には再びミルだけが残される。

## キャスト
- ミウ＝ミウ - カミーユ、Milouの娘
- ミシェル・ピコリ - Milou
- ミシェル・デュショソワ - ジョルジュ、Milouの弟
- ブルーノ·カレット（フランス語版） - グリマルディ（＊カレットの最後の出演映画となった。）
- ポーレット・デュボスト － Milouの母
- ハリエット·ウォルター（英語版） - リリー、Milouの義理の妹
- マルティーヌ·ゴーティエ - Milouの恋人
- ドミニク・ブラン - クレア、Milouの姪

ほか

## 受賞歴
- デビッド·ディ·ドナテッロ賞（1990）：最優秀外国監督賞
- BAFTAアワード（1991）：最優秀外国語映画ノミネート
- セザール賞（1991）:助演女優賞受賞：ドミニク・ブラン

## 参考
- Milou en mai - IMDb（英語）